# Revello
Revello é uma comuna italiana da região do Piemonte, província de Cuneo, com cerca de 4.198 habitantes. Estende-se por uma área de 53 km², tendo uma densidade populacional de 79 hab/km². Faz fronteira com Barge, Brondello, Cardè, Castellar, Envie, Gambasca, Martiniana Po, Pagno, Rifreddo, Saluzzo.

## Demografia
| Variação demográfica do município entre 1861 e 2011                               |
|                                                                                   |
| Fonte: Istituto Nazionale di Statistica (ISTAT) - Elaboração gráfica da Wikipedia |